# Семинарио Сан Пабло (Мерида)
Семинарио Сан Пабло (шп. Seminario San Pablo) насеље је у Мексику у савезној држави Јукатан у општини Мерида. Насеље се налази на надморској висини од 9 м.

## Становништво
Према подацима из 2005. године у насељу је живело 53 становника.

### Хронологија
| Година       | 2005 |
| ------------ | ---- |
| Становништво | 53   |

### Попис
| # | Индикатор                        | Вредност |
| - | -------------------------------- | -------- |
| 1 | Укупно појединачних домаћинстава | 2        |